# Gábor Finály
Gábor Finály (auch Gabriel Finály; * 31. Oktober 1871 in Kolozsvár, Österreich-Ungarn; † 16. April 1951 in Budapest, Ungarn) war ein ungarischer Lehrer, Klassischer Philologe und Archäologe.

## Leben und Wirken
Gábor Finály war ein Sohn des Klassischen Philologen Henrik Finály (1825–1898). Er machte ab 1893 eine Lehrerausbildung in Kolozsvár und wurde 1896 Lehrer am Ferenc-Kölcsey-Gymnasium in Budapest. Von 1913 bis 1932 war er dessen Rektor. 1930 wurde er außerdem Leiter des Schulbezirks. 1932 ging er in den Ruhestand.
Während seiner Zeit als Rektor führte er an der Schule Italienischunterricht ein. Damit war er so erfolgreich, dass der damalige Kulturminister Kunó Klebelsberg 1927 die Schule dem italienischen Bildungsminister Emilio Bodrero als Beispiel vorstellte.
Neben seiner Lehrertätigkeit beschäftigte er sich vor allem mit philologischen, geographischen, numismatischen und archäologischen Forschungen. Insbesondere untersuchte er die Herkunft der ungarischen Ortsnamen. Von 1910 bis 1914 war er Herausgeber des Magyar numizmatikai adattár, einer Beilage des Numizmatikai Közlöny der Ungarischen Numismatischen Gesellschaft. 1911 erstellte er die Karte Magyarország a rómaiak alatt című fali térkép magyarázata des ungarischen Territoriums während der römischen Ära.
Bei seinen archäologischen Arbeiten befasste er sich insbesondere mit der provinzialrömischen Archäologie, unter anderem mit dem Limes Pannonicus. 1903 unterstützte er die Zweifel von Alfred von Domaszewski an einem Ergebnis von Károly Torma. Ab 1906 leitete er die Ausgrabung des Castra ad Herculem, die von Dániel Gróh als erste professionell geführte und dokumentierte archäologische Ausgrabung in Ungarn angesehen wird. 1908 legte er Burgus Szob frei. Die Ergebnisse seiner archäologischen Untersuchungen wurden vor allem in der Zeitschrift Archeológiai Értesítő (Archäologische Nachrichten) veröffentlicht. 1936 erschien seine Übersicht Archäologische Funde in Ungarn 1925–1934.

## Schriften
- De usu infinitivi apud Cæsarem. A. Kovács de Nagyajta, Kolozsvár 1894, OCLC 457983086 (Digitalisat).
- P. Vergili Maronis Bucolica et Georgica. Lampel, Budapest 1900, OCLC 908847686.
- Ásatások a római fórumon. Budapest 1902, OCLC 1014699563.
- Hogy kell latinból magyarra fordítani? Fritz, Budapest 1904, OCLC 1015046193.
- A Római Birodalom közigazgatása. Hornyánszky, Budapest 1906, OCLC 909013099.
- A kolozsvári szótár története. Nyomda, Budapest 1908, OCLC 1015022426.
- mit Henrik Finály: Finály Henrik középkori magyar metrologiája. Hornyánszky, Budapest 1908, OCLC 909933175.
- Kolozsvár. 100 képpel. Hornyánszky, Budapest 1910, OCLC 909208032.
- Magyarország a rómaiak alatt című fali térkép magyarázata. Magyar Földrajzi Intézet, Budapest 1912, OCLC 909794050.
- mit Nándor Láng, Károly Kogutowicz et al.: Atlasz a világtörténelem tanításához. 42 Haupt- und 27 Ergänzungskarten. Magyar Földrajzi Intézet, Budapest 1913, OCLC 781190951. Neuausgabe 1929, OCLC 909070328.
- Le vie romane nell’Ungheria Transdanubiana. Academia dei Lincei, Rom 1914, OCLC 909208106.
- mit István Acsay: Gimnáziumi latin alaktan. Az I. és II. osztály számára. Budapest 1922, OCLC 1014710608.
- mit István Acsay: Gimnáziumi latin mondattan. Magyar mondattani alapon a III. és IV. osztály számára. Lampel, Budapest 1924, OCLC 1014581053.
- Archäologische Funde in Ungarn 1925–1934. Pécs 1936, DNB 579811093.

Artikel
- Római utak a Dunán túl. In: Archeológiai Értesítő. 23, 1903, S. 164–173.
- mit Valentin Kuzsinszky: A római birodalmi limes fölkutatásáról Pannoniában. In: Archeológiai Értesítő. 25, 1905, S. 213–217.
- Castra ad Herculem. In: Archaeológiai Értesítő. 27, 1907, S. 45–47.
- A Gredistyei dák várak. In: Archaeológiai Értesítő. 36, 1916, S. 11–43.